# Johann Falkenstein (Märtyrer)
Johann Falkenstein (* 1886 im Wolga-Gebiet, Russisches Kaiserreich; † nach 1934 in der Sowjetunion) war ein deutsch-russischer römisch-katholischer Geistlicher und Märtyrer. 

## Leben
Johann Falkenstein stammte aus einer wolgadeutschen Familie im Bistum Tiraspol. Er studierte Theologie am Priesterseminar Saratow und wurde 1912 zum Priester geweiht. Bis 1928 war er Pfarrverwalter in Marienburg (Samara), dann in Josefstal. 1931 wurde er verhaftet und 1932 zu 5 Jahren Straflager verurteilt. Man weiß, dass er in Nowosibirsk und in Tomsk im Gefängnis war. Das Sterbedatum ist nicht bekannt.

## Gedenken
Die Römisch-katholische Kirche in Deutschland nahm Pfarrer Johann Falkenstein als Märtyrer in das deutsche Martyrologium des 20. Jahrhunderts auf.